# Liga Turca de Basquetebol de 2023-24
A Temporada 2023–24 da Basketbol Süper Ligi foi a 58ª edição da principal competição de basquetebol masculino na Turquia ser disputada a partir de 29 de setembro de 2023. A competição é nomeada oficialmente Türkiye Sigorta Basketball Süper Ligi em virtude de contrato de patrocinador principal com a empresa ING Group. A equipe do Anadolu Efes (antigo Efes Pilsen) defende seu título nacional, bem como sua hegemonia como maior campeão turco com 16 conquistas.

## Equipes participantes
| Clube                                          | Cidade   | Arena                                 |
| ---------------------------------------------- | -------- | ------------------------------------- |
| Aliağa Petkim Spor                             | Esmirna  | Aliağa Belediyesi ENKA Spor Salonu    |
| Anadolu Efes Istambul                          | Istambul | Abdi İpekçi Arena                     |
| Bahçeşehir Koleji                              | Istambul | Akatlar Arena                         |
| Beşiktaş Emlakjet                              | Istambul | Akatlar Arena                         |
| Bursaspor Info Yatirim                         | Bursa    | Ginásio Esportivo Bursa Ataturk       |
| Çağdaş Bodrumspor                              | Bodrum   | Ginásio Esportivo Brodrum             |
| Darüşşafaka Lassa                              | Istambul | Ayhan Şahenk Arena                    |
| Fenerbahçe Beko                                | Istambul | Ülker Sports Arena                    |
| Galatasaray Ekmas                              | Istambul | Abdi İpekçi Arena                     |
| Manisa Büyükşehir Belediyespor                 | Manisa   | Ginásio Esportivo Muradiye            |
| Onvo Büyükçekmece Basketbol                    | Istambul | Gazanfer Bilge Sport Hall             |
| Pınar Karşıyaka                                | Esmirna  | Karşıyaka Arena                       |
| Reeder Samsunspor                              | Samsun   | Pavilhão Esportivo Mustafa Dagistanli |
| Tofaş                                          | Bursa    | Tofaş Nilüfer Spor Salonu             |
| Türk Telekom                                   | Ancara   | Ankara Arena                          |
| Yukatel Merkezefendi Belediyesi Denizli Basket | Denizli  | Pamukkale University Arena            |

|  |                                          |
|  | Promovidos da TB2L na temporada anterior |

## Classificação
| Pos. | Clube                                          | J  | V  | D  | P+   | P-   | SP   | P  | Classificação |
| ---- | ---------------------------------------------- | -- | -- | -- | ---- | ---- | ---- | -- | ------------- |
| 1    | Anadolu Efes Istambul                          | 30 | 25 | 5  | 2613 | 2417 | 196  | 55 | Playoffs      |
| 2    | Fenerbahçe Beko                                | 30 | 25 | 5  | 2773 | 2308 | 465  | 55 | Playoffs      |
| 3    | Beşiktaş Emlakjet                              | 30 | 21 | 9  | 2462 | 2236 | 226  | 51 | Playoffs      |
| 4    | Pınar Karşıyaka                                | 30 | 21 | 9  | 2691 | 2531 | 160  | 51 | Playoffs      |
| 5    | Galatasaray Ekmas                              | 30 | 16 | 14 | 2544 | 2479 | 65   | 46 | Playoffs      |
| 6    | Manisa Büyükşehir Belediyespor                 | 30 | 16 | 14 | 2468 | 2514 | -46  | 46 | Playoffs      |
| 7    | Aliağa Petkim Spor                             | 30 | 15 | 15 | 2531 | 2471 | 60   | 45 | Playoffs      |
| 8    | Türk Telekom                                   | 30 | 14 | 16 | 2457 | 2441 | 16   | 44 | Playoffs      |
| 9    | Bursaspor Info Yatirim                         | 30 | 14 | 16 | 2518 | 2574 | -56  | 44 |               |
| 10   | Onvo Büyükçekmece Basketbol                    | 30 | 13 | 17 | 2474 | 2467 | 7    | 43 |               |
| 11   | Tofaş                                          | 30 | 13 | 17 | 2589 | 2633 | -44  | 43 |               |
| 12   | Yukatel Merkezefendi Belediyesi Denizli Basket | 30 | 12 | 18 | 2401 | 2556 | -155 | 42 |               |
| 13   | Bahçeşehir Koleji                              | 30 | 12 | 18 | 2590 | 2611 | -21  | 42 |               |
| 14   | Darüşşafaka Lassa                              | 30 | 12 | 18 | 2411 | 2557 | -146 | 42 |               |
| 15   | Çağdaş Bodrumspor                              | 30 | 8  | 22 | 2391 | 2585 | -194 | 38 | Rebaixados    |
| 16   | Reeder Samsunspor                              | 30 | 3  | 27 | 2183 | 2716 | -533 | 33 | Rebaixados    |

fonte:tbf.org.tr

## Temporada Regular
| Casa\Visitante                                 | ALI    | ANA    | BAH    | BES   | BUR    | BOD    | DAR    | FEN     | GAL     | MAN    | BUY    | PIN    | SAM    | TOF     | TÜR    | DEN    |
| ---------------------------------------------- | ------ | ------ | ------ | ----- | ------ | ------ | ------ | ------- | ------- | ------ | ------ | ------ | ------ | ------- | ------ | ------ |
| Aliağa Petkim Spor                             |        | 92-101 | 76-61  | 58-70 |        | 120-76 | 112-78 | 59-81   | 76-74   | 94-74  | 99-95  | 81-69  | 93-83  | 107-100 |        | -7789  |
| Anadolu Efes Istambul                          | 98-73  |        | 91-82  |       | 90-98  | 87-79  | 85-78  | 81-80   | 76-95   | 99-79  | 89-78  | 101-85 | 91-86  | 85-75   |        | 83-77  |
| Bahçeşehir Koleji                              | 91-80  | 80-87  |        |       | 67-80  | 89-86  | 86-93  | 105-110 |         | 78-81  | 98-90  | 85-93  | 98-69  | 85-90   | 90-92  | 86-79  |
| Beşiktaş Emlakjet                              | 66-62  | 85-77  | 95-94  |       | 88-59  | 96-90  | 88-72  | 68-64   |         | 76-73  | 85-72  | 115-66 | 111-55 | 69-54   | 77-66  | 79-58  |
| Bursaspor Info Yatirim                         | 94-84  | 73-83  | 104-91 | 82-76 |        | 83-69  | 68-64  | 112-116 | 65-81   |        | 94-81  | 68-102 | 78-74  | 89-95   | 69-103 | 85-87  |
| Çağdaş Bodrumspor                              | 62-80  | 75-87  | 74-80  | 82-90 | 87-76  |        | 89-73  | 92-93   | 77-81   | 67-87  | 83-79  | 97-98  | 71-83  |         | 79-88  | 88-84  |
| Darüşşafaka Lassa                              |        | 74-87  | 68-75  | 64-61 | 94-85  | 97-103 |        | 56-98   | 75-72   | 87-89  | 84-80  | 83-78  | 108-78 | 76-82   | 86-84  | 86-88  |
| Fenerbahçe Beko                                | 96-85  |        | 113-98 |       | 97-90  | 95-58  |        |         | 90-74   | 98-82  | 92-90  | 93-63  | 83-53  | 0       | 99-71  | 90-64  |
| Galatasaray Ekmas                              | 90-88  | 92-95  | 86-92  | 89-83 | 80-82  | 77-87  | 95-78  | 62-74   |         | 85-81  | 96-101 |        | 113-69 | 95-76   | 75-76  | 87-102 |
| Manisa Büyükşehir Belediyespor                 | 90-106 | 76-81  | 90-88  | 78-70 | 98-95  | 65-79  |        | 69-82   | 80-83   |        |        | 80-98  |        | 91-89   | 81-67  | 93-76  |
| Onvo Büyükçekmece Basketbol                    | 96-94  | 70-79  | 75-68  | 70-86 | 75-70  | 108-71 | 80-88  | 58-89   | 61-70   | 103-76 |        | 75-93  | 96-58  | 84-82   | 84-83  |        |
| Pınar Karşıyaka                                | 90-74  | 99-81  | 92-76  | 94-85 | 95-75  | 90-82  | 86-98  | 84-79   | 98-76   | 87-91  | 93-87  |        |        | 98-71   | 100-80 | 97-73  |
| Reeder Samsunspor                              | 67-81  | 73-93  |        | 70-76 | 80-108 | 61-100 | 90-98  | 75-96   | 70-72   | 71-77  | 67-71  | 80-82  |        | 87-86   | 55-75  | 95-85  |
| Tofaş                                          | 84-71  | 93-95  | 88-86  |       | 91-85  | 102-82 | 83-90  | 86-95   | 102-107 | 77-89  |        |        | 104-91 |         | 79-62  | 98-77  |
| Türk Telekom                                   | 81-79  | 69-71  | 92-95  | 83-89 | 72-68  | 73-60  | 90-71  |         | 90-92   | 79-83  | 71-74  | 70-81  | 89-69  | 87-83   |        | 112-89 |
| Yukatel Merkezefendi Belediyesi Denizli Basket | 63-61  | 64-79  | 86-75  | 73-83 | 82-87  |        | 83-81  | 68-93   | 77-93   | 82-68  | 64-78  | 107-94 | 83-74  | 93-97   | 95-81  |        |

fonte: resultados extraídos de tbf.org.tr, podendo ser conferidos em eurobasket.com/Turkey

## Playoffs

### Quartas de final
| Time 1                | Série | Time 2                         | 1º Jogo  | 2º Jogo  | 3º Jogo |
| --------------------- | ----- | ------------------------------ | -------- | -------- | ------- |
| Anadolu Efes Istambul | 2 - 0 | Türk Telekom                   | 99 - 79  | 86 - 78  | -       |
| Pınar Karşıyaka       | 2 - 1 | Galatasaray Ekmas              | 95 - 96  | 90 - 87  | 97 - 82 |
| Fenerbahçe Beko       | 2 - 0 | Aliağa Petkim Spor             | 102 - 70 | 100 - 71 | -       |
| Beşiktaş Emlakjet     | 2 - 0 | Manisa Büyükşehir Belediyespor | 92 - 74  | 83 - 74  | -       |

### Semifinal
| Time 1                | Série | Time 2            | 1º Jogo  | 2º Jogo | 3º Jogo | 4º Jogo | 5º Jogo |
| --------------------- | ----- | ----------------- | -------- | ------- | ------- | ------- | ------- |
| Anadolu Efes Istambul | 3 - 0 | Pınar Karşıyaka   | 102 - 80 | 82 - 68 | 97 - 90 | -       | -       |
| Fenerbahçe Beko       | 3 - 0 | Beşiktaş Emlakjet | 96 - 88  | 88 - 72 | 86 - 77 | -       | -       |

### Final
| Time 1                | Série | Time 2          | 1º Jogo | 2º Jogo  | 3º Jogo | 4º Jogo | 5º Jogo |
| --------------------- | ----- | --------------- | ------- | -------- | ------- | ------- | ------- |
| Anadolu Efes Istambul | 1 - 3 | Fenerbahçe Beko | 74 - 85 | 70 - 101 | 82 - 81 | 72 - 80 | -       |

## Campeões
| BSL 2023–24 Campeões       |
| -------------------------- |
| Fenerbahçe Beko 14º Título |

## Clubes turcos em competições internacionais
| Clube           | Competição        | Resultado                                          |
| --------------- | ----------------- | -------------------------------------------------- |
| Anadolu Efes    | EuroLiga          | [ 5 ]                                              |
| Fenerbahçe      | EuroLiga          | [ 6 ]                                              |
| Türk Telekom    | EuroCopa          | Eliminado - nas oitavas de final para London Lions |
| Pınar Karşıyaka | Liga dos Campeões | [ 8 ]                                              |
| Bursaspor       | Liga dos Campeões | [ 9 ]                                              |
| Darüşşafaka     | Liga dos Campeões | [ 10 ]                                             |
| Galatasaray     | Liga dos Campeões | [ 11 ]                                             |
| Tofaş           | Liga dos Campeões | [ 12 ]                                             |
| Manisa          | Copa Europeia     | [ 13 ]                                             |
| Bahçeşehir      | Copa Europeia     | [ 14 ]                                             |